# Попофф, Мартин
Мартин Попофф (англ. Martin Popoff; 1963, Каслгар) — канадский музыкальный критик и журналист. Главный редактор и соучредитель журнала Brave Words & Bloody Knuckles, автор более двадцати книг, эксперт и историк жанра хэви-метал. В профессиональной среде имеет статус одного из «самых авторитетных журналистов, освещающих хард-рок и  хэви-метал». В настоящее время проживает в Торонто.

## Карьера
Мартин Попофф начал проявлять интерес к тяжёлой музыке в подростковом возрасте (начало 1970-х). Одними из его любимых групп того периода были — Led Zeppelin и Iron Butterfly. Позже он увлёкся творчеством группы Black Sabbath, которые исполняли более тяжёлую музыку; его круг друзей воспринимал этот коллектив как «группу своего поколения». Хард-рок альбомы — Nazareth Razamanaz и Kiss Hotter Than Hell, также  существенно повлияли на его музыкальный вкус.
По воспоминаниям Попофф, в то время ему нравились журналы Circus, Hit Parader, и позже, Kerrang!. Также, он отмечал что «не может выделить каких-то особых авторов, существенно повлиявших на его литературный стиль, подчёркивая, что никогда не читал фамилии публицистов».
Попофф имеет степень бакалавра искусств английской литературы (Викторианский университет, Канада, 1984 год) и степень магистра в области маркетинга в (Университет Макмастера, 1987 год). Несколько лет проработал в компании Xerox, став владельцем небольшой печатной фирмы. В 1980-е гг.  какое-то время играл на ударных в паб-группе Torque. В 1993 году выпустил свою первую книгу, самиздат — Riff Kills Man!: 25 Years Of Recorded Hard Rock and Heavy Metal (коллекцию из 1.942 рецензий). Вскоре после этого, Попофф стал одним из основателей журнала Brave Words & Bloody Knuckles, первый номер которого увидел свет в 1994 году. В 1997 году вышла отредактированная и расширенная версия первой книги — The Collector’s Guide To Heavy Metal (содержала 3.700 рецензий). В книге он выделяет три основных этапа в развитии раннего хэви-метал. Первый этап, «изобретение жанра»: 1970 год — выпуск альбома In Rock группы Deep Purple, а также дебютных дисков Black Sabbath и Uriah Heep. Второй этап, «переизобретение жанра»: 1976 год — выход диска группы Judas Priest Sad Wings of Destiny. Третий этап, «укрепление позиций», 1984 год — издание альбома Ride the Lightning группы Metallica.
В 2000 году было выпущено третье издание Collector’s Guide (в трёх томах), материал был разделен на декады и содержал 6.763 рецензий. В 2007 году была выпущена отдельная книга посвященная 1990-м гг. — Volume 3: The Nineties.
По мнению Мартина Попофф, лучшим альбомом всех времён является Physical Graffiti группы Led Zeppelin, на втором месте — лонгплей  Sabotage Black Sabbath. Также он отметил дебютный диск группы Queen, как его персональную, самую любимую запись, а коллектив Max Webster — в качестве своей любимой группы. Среди молодых групп, получивших хвалебные отзывы от Попоффа — Mastodon, Opeth, Lamb of God и Dark Tranquillity. Некоторые публикации Мартина Попофф вызывали полемику в около музыкальной среде. Так, его рецензия на альбом Hysteria группы Def Leppard получила неоднозначную реакцию среди любителей рок-музыки — журналист написал очень негативную статью и поставил пластинке  0 баллов из 10. Спустя годы, Попофф продолжал отстаивать свою позицию, ссылаясь на «ужасное продюсирование, тексты песен, вокал, а также общую заштампованность музыки и текстов».

### СерияCollector’s Guide
- 20th Century Rock and Roll: Heavy Metal. Burlington: Collector's Guide Publishing. 2000. ISBN 1-896522-47-5.
- Southern Rock Review. Burlington: Collector's Guide Publishing. 2001. ISBN 1-896522-73-4.
- The Collector’s Guide to Heavy Metal — Volume 1: The Seventies. Burlington: Collector's Guide Publishing. 2003. ISBN 1-894959-02-7.
- The Collector’s Guide to Heavy Metal — Volume 2: The Eighties. Burlington: Collector's Guide Publishing. 2005. ISBN 1-894959-31-0.
- The Collector’s Guide to Heavy Metal — Volume 3: The Nineties. Burlington: Collector's Guide Publishing. 2007. ISBN 1-894959-62-0.
- The Collector’s Guide to Heavy Metal — Volume 4: the 00s (with David Perri). Burlington: Collector's Guide Publishing. 2011. ISBN 1-926592-20-4.

### СерияYe Olde Metal
- Ye Olde Metal: 1968 to 1972. Power Chord Press. 2007. ISBN 0-9697707-2-3.
- Ye Olde Metal: 1973 to 1975. Power Chord Press. 2007. ISBN 0-9697707-3-1.
- Ye Olde Metal: 1976. Power Chord Press. 2008. ISBN 0-9697707-4-X.
- Ye Olde Metal: 1977. Power Chord Press. 2008. ISBN 0-9697707-5-8.
- Ye Olde Metal: 1978. Power Chord Press. 2009. ISBN 0-9697707-6-6.

### Биографии
- Contents Under Pressure: 30 Years of Rush at Home and Away. Toronto: ECW Press. 2004. ISBN 1-55022-678-9.
- UFO: Shoot Out the Lights. Los Angeles: Metal Blade Records. 2005. ISBN 0-9752807-2-4.
- Rainbow: English Castle Magic. Los Angeles: Metal Blade Records. 2005. ISBN B-00-13FZP6-U.
- Dio: Light Beyond the Black. Los Angeles: Metal Blade Records. 2006. ISBN 0-9752807-4-0.
- Black Sabbath: Doom Let Loose — An Illustrated History. Toronto: ECW Press. 2006. ISBN 1-55022-731-9.
- Judas Priest: Heavy Metal Painkillers — An Illustrated History. Toronto: ECW Press. 2007. ISBN 1-55022-784-X.
- Gettin' Tighter: Deep Purple '68-76. Power Chord Press. 2008. ISBN 0-9811057-1-8.
- Blue Öyster Cult: Secrets Revealed!. Power Chord Press. 2009. ISBN 0-9752807-0-8.
- A Castle Full of Rascals: Deep Purple '83-'09. Power Chord Press. 2009. ISBN 0-9811057-2-6.
- Time and a Word: The Yes Story. Soundcheck Books. 2016. ISBN 0993212026.

### Прочие
- Goldmine Heavy Metal Price Guide. Iola: Krause Publications. 2000. ISBN 0-87341-811-5.
- The Top 500 Heavy Metal Songs of All Time. Toronto: ECW Press. 2003. ISBN 1-55022-530-8.
- The Top 500 Heavy Metal Albums of All Time. Toronto: ECW Press. 2004. ISBN 1-55022-600-2.
- The New Wave Of Heavy Metal Singles. Scrap Metal Records. 2005. ISBN 0-9762133-0-3.
- Run for Cover: The Art of Derek Riggs. Aardvark Publishing. 2006. ISBN 1-4276-0538-6.
- All Access: The Art and History of the Backstage Pass. Los Angeles: Cleopatra Records. 2009. ISBN 0-9636193-7-3.
- Worlds Away: Voivod and the Art of Michel Langevin. Spider Press. 2009. ISBN 1-4276-3788-1.